# Admiral (film)
Admiral (rusko Адмиралъ, rusko imperialno črkovanje; sodobno črkovanje – rusko Адмирал) je biografski film o viceadmiralu Ruske imperialne mornarice in voditelju Belega gibanja med rusko državljansko vojno Aleksandru Vasiljeviču Kolčaku iz leta 2008.

## Zgodba
Leta 1916 ladja kapitana Aleksandra Kolčaka polaga morske mine v Baltskem morju, ko jih blokira SMS Friedrich Carl Nemške imperialne mornarice. Posadka moli pravoslavne molitve za zaščito in zvabi nemško ladjo v minsko polje, kjer potoni. V pomorskem oporišču v veliki kneževini Finski je Kolčak povišan v kontraadmirala. Nato spozna Ano Timirjovo, ženo podrejenega častnika in bližnjega prijatelja kapitana Sergeja Timirjeva. Ana mu preda pismo, Kolčak pa ji sporoči, da se ne moreta nikoli sestati in ji izpove svojo ljubezen.
Nikolaj II. Kolčaka osebno poviša v viceadmirala in poveljnika Črnomorske flote v Sevastopolu. Po februarski revoluciji leta 1917 so caristični častniki razoroženi in usmrčeni v pomorskem oporišču Kronštat. Sergej z Ano komaj zbeži. Skupina vpoklicanih mornarjev pride na ktov Kolčakove flotilje in zahteva, da vsi častniki položijo orožje. Kolčak naroči podrejenim častnikom, naj ubogajo in vrže svoj meč v pristanišče.
Kolčaka pokliče Aleksander Kerenski, ki mu ponudi mesto ministra za obrambo. Kolčak sprejme, pod pogojem, da obnovijo stare običaje imperialne vojske. Kerenski to zavrne in mu ponudi azil v ZDA, domnevno, ker naj bi zavezniki potrebovali strokovnjaka za zavzem Carigrada s pomorskim napadom. Kmalu za tem sta njegova žena in sin rešena z njihovega doma na Krimu in sta tik preden njihovo hišo napade rdeča straža odpeljana na britansko ladjo.
Leta 1918 Sergej in Ana potujeta po Transsibirski železnici, ko Ana izve, da Kolčak vzpostavlja protiboljševiško vojsko v Omsku. Nato Sergeju sporoči, da ga zapušča in postane medicinska sestra v ruski državljanski vojni. Kolčak izve, da Rdeča armada napreduje proti Omsku in ukaže evakuacijo ter zavzame Irkutsk kot novo prestolnico protikomunistične Rusije. Nato se sreča z Ano in ji obljubi, da je ne bo nikoli več zapustil, saj je pred tem svojo ženo Sofijo prosil za ločitev. Nato jo prosi za roko, vendar ona trdi, da ni razloga za poroko. Nato popusti in se udeležita cerkvenega obreda.
Medtem začne obramba Irkutska razpadati in njen poveljnik, francoski general Maurice Janin, se strinja s predajo Kolčaka, zato da Rdeča armada ostale pusti žive ven iz obroča. Pripadniki Češkoslovaške legije aretirajo Kolčaka in Ano in Kolčaku sodi irkutski sovjet ter ga usmrti skupaj z njegovim bivšim predsednikom vlade na bregu zamrznjene Angare. Njegove zadnje besede so bile »Pošljite moji ženi v Pariz sporočilo, da blagoslavljam najinega sina«. Njuni trupli so odvrgli v odprtino v ledu, ki jo je izklesal krajevni pravoslavni duhovnik za veliki blagoslov vod ob svetih treh kraljih.